# 귀살이
귀살이는 상대방이 선점하고 있는 귀의 요소에 침입하여 사는 것이다. 삼삼에 침입하는 것이 상용정석이며 실리를 얻는 수단으로 쓰인다. 귀살이는 시기의 선택과 형세판단이 중요하다.